# Clasificación de CAF para la Copa Mundial de Fútbol de 1970
En la fase de clasificación para la Copa Mundial de Fútbol de 1970 celebrado en México, por primera vez la CAF disponía de una plaza (de las 16 totales del mundial). Para asignar esta plaza, a la que optaban un total de 11 equipos, se realizó un torneo dividido en tres rondas:
- Primera ronda: Ghana avanzó directamente a la segunda ronda. Los restantes 10 equipos se emparejaron en eliminatorias a doble partido. Los vencedores (determinados por diferencia de goles) pasan a la segunda ronda.
- Segunda ronda: Los 6 equipos se emparejaron en eliminatorias a doble partido. Los vencedores pasan a la tercera ronda.
- Tercera ronda: Los 3 equipos se emparejaron en eliminatorias a doble partido. Los vencedores se clasificaron para el mundial.

## Primera ronda
| Equipo 1  | Agr.        | Equipo 2      | Ida | Vuelta | 3er partido |
| --------- | ----------- | ------------- | --- | ------ | ----------- |
| Zambia    | 6–6 (t. s.) | Sudán del Sur | 4–2 | 2–4    |             |
| Marruecos | 4–2         | Senegal       | 1–0 | 1–2    | 2–0         |
| Argelia   | 1–2         | Túnez         | 1–2 | 0–0    |             |
| Nigeria   | 4–3         | Camerún       | 1–1 | 3–2    |             |
| Libia     | 3–5         | Etiopía       | 2–0 | 1–5    |             |
| Ghana     | w/o         | Tanzania      |     |        |             |

| 27-10-1968 | Zambia                                      | 4–2 | Sudán                 | Dag Hammarskjöld Stadium, Ndola                               |                                                               |
|            | Kapengwe 14' 56' · Kaposa 58' · Makwaza 83' |     | Babiker Santo 26' 30' | Asistencia: 111,714 espectadores Árbitro(s): Philippe Mutombo | Asistencia: 111,714 espectadores Árbitro(s): Philippe Mutombo |

| 8-11-1968                                                            | Sudán                                                                  | 4–2 (t. s.)(Global 6-6) | Zambia                     | Khartoum Stadium, Jartum                                |                                                         |
|                                                                      | Abdel Kafi El-Sheikh 38' · Ismaeil Bakhit 76' 81' · Babiker Santo 114' |                         | Chitalu 22' · Kapengwe 96' | Asistencia: 137,083 espectadores Árbitro(s): Ali Kandil | Asistencia: 137,083 espectadores Árbitro(s): Ali Kandil |
| Sudán clasificó por haber anotado más goles en el partido de vuelta. |                                                                        |                         |                            |                                                         |                                                         |

| 3-11-1968 | Marruecos    | 1–0 | Senegal | Stade d'Honneur, Casablanca                                               |                                                                           |
|           | Benkhrif 72' |     |         | Asistencia: 122,582 espectadores Árbitro(s): José María Ortiz de Mendíbil | Asistencia: 122,582 espectadores Árbitro(s): José María Ortiz de Mendíbil |

| 5-1-1969 | Senegal              | 2–1 (Global 2-2) | Marruecos  | Stade Demba Diop, Dakar                                             |                                                                     |
|          | Diéme 26' · Diop 32' |                  | Akesbi 14' | Asistencia: 11,487 espectadores Árbitro(s): Mamadou Mabel Ba Diarra | Asistencia: 11,487 espectadores Árbitro(s): Mamadou Mabel Ba Diarra |

Al terminar empatados 2–2 en el marcador global y al no jugar la prórroga en el partido de vuelta, se jugó un desempate en una sede neutral para decidor al clasificado a la segunda ronda.
| 13-2-1969 | Marruecos                 | 2–0 | Senegal | Estadio Union Deportivo, Las Palmas, España                   |                                                               |
|           | Bamous 54' · Hafnaoui 60' |     |         | Asistencia: 7,924 espectadores Árbitro(s): Gaspar Pintado Viu | Asistencia: 7,924 espectadores Árbitro(s): Gaspar Pintado Viu |

| 17-11-1968 | Argelia              | 1–2 | Túnez            | El-Annasser Stadium, Algiers                            |                                                         |
|            | Amirouche 29' (pen.) |     | Chakroun 72' 80' | Asistencia: 13,419 espectadores Árbitro(s): Roger Barde | Asistencia: 13,419 espectadores Árbitro(s): Roger Barde |

| 29-12-1968 | Túnez | 0–0 (Global 2-1) | Argelia | Stade El Menzah, Tunis                                 |  |
|            |       |                  |         | Asistencia: 6,814 espectadores Árbitro(s): Fabio Monti |  |

| 7-12-1968 | Nigeria         | 1–1 | Camerún   | Surulere Stadium, Lagos                                     |                                                             |
|           | Aghoghovbia 47' |     | Owona 69' | Asistencia: 87,201 espectadores Árbitro(s): Philip Robinson | Asistencia: 87,201 espectadores Árbitro(s): Philip Robinson |

| 22-12-1968 | Camerún          | 2–3 (Global 3-4) | Nigeria                   | Stade Akwa, Douala                                                  |                                                                     |
|            | Ayo · Bassanguen |                  | Ofuokwu · Anieke · Oshode | Asistencia: 26,988 espectadores Árbitro(s): Joseph Blanchard Angaud | Asistencia: 26,988 espectadores Árbitro(s): Joseph Blanchard Angaud |

| 26-1-1969 | Libia                      | 2–0 | Etiopía | 11 June Stadium, Trípoli                                           |                                                                    |
|           | Al-Jahani 22' · Koussa 49' |     |         | Asistencia: 105,687 espectadores Árbitro(s): Mohamed Diab Al-Attar | Asistencia: 105,687 espectadores Árbitro(s): Mohamed Diab Al-Attar |

| 9-2-1969 | Etiopía                  | 5–1 (Global 5-3) | Libia    | Haile Selassie Stadium, Addis Ababa                         |                                                             |
|          | Feseha · Geremew · Germa |                  | Ben Soed | Asistencia: 146,759 espectadores Árbitro(s): Ahmed El-Kholy | Asistencia: 146,759 espectadores Árbitro(s): Ahmed El-Kholy |

## Segunda ronda
| Equipo 1 | Agr.        | Equipo 2  | Ida | Vuelta | 3er partido |
| -------- | ----------- | --------- | --- | ------ | ----------- |
| Túnez    | 2–2 (t. s.) | Marruecos | 0–0 | 0–0    | 2–2         |
| Etiopía  | 2–4         | Sudán     | 1–1 | 1–3    |             |
| Nigeria  | 3–2         | Ghana     | 2–1 | 1–1    |             |

| 27-4-1969 | Túnez | 0–0 | Marruecos | Stade El Menzah, Tunis                                        |  |
|           |       |     |           | Asistencia: 26,706 espectadores Árbitro(s): Michel Kitabdjian |  |

| 18-5-1969 | Marruecos | 0–0 (t. s.)(Global 0-0) | Túnez | Stade Mohammed V, Casablanca                                        |  |
|           |           |                         |       | Asistencia: 140,000 espectadores Árbitro(s): Juan Gardeazábal Garay |  |

Al terminar empatados 0–0 en el marcador global, se jugó un partido de desempate en una sede neutral para definir al clasificado a la ronda final.
| 13-6-1969 | Marruecos                | 2–2 (t. s.) | Túnez                  | Stade Municipal, Marseille, Francia                          |                                                              |
|           | Khanousi 27' · Jarir 53' |             | Chaïbi 3' · Cheman 87' | Asistencia: 4,185 espectadores Árbitro(s): Michel Kitabdjian | Asistencia: 4,185 espectadores Árbitro(s): Michel Kitabdjian |

Túnez quedó eliminado por sorteo a pesar de terminar invicto. Se trató de la primera vez en la historia que una selección de fútbol no pudo clasificar a una Copa Mundial a pesar de no perder un solo partido de eliminatorias, situación que desde esta fecha se ha repetido en casi todas las clasificatorias.
| 4-5-1969 | Etiopía      | 1–1 | Sudán                | Haile Selassie Stadium, Addis Ababa                         |                                                             |
|          | Mengistu 79' |     | Hasabu El Sagheir 9' | Asistencia: 109,015 espectadores Árbitro(s): Mohamed Touati | Asistencia: 109,015 espectadores Árbitro(s): Mohamed Touati |

| 11-5-1969 | Sudán                         | 3–1 (Global 4-2) | Etiopía   | Khartoum Stadium, Jartum                                |                                                         |
|           | Gagarin 20' 60' · Jagdoul 80' |                  | Asfaw 65' | Asistencia: 122,373 espectadores Árbitro(s): Ali Kandil | Asistencia: 122,373 espectadores Árbitro(s): Ali Kandil |

| 10-5-1969 | Nigeria                  | 2–1 | Ghana      | Liberty Stadium, Ibadán                                     |                                                             |
|           | Imasuen 62' · Oshode 64' |     | Ankrah 18' | Asistencia: 20,000 espectadores Árbitro(s): Youssou N'Diaye | Asistencia: 20,000 espectadores Árbitro(s): Youssou N'Diaye |

| 18-5-1969 | Ghana   | 1–1 (Global 2-3) | Nigeria   | Accra Sports Stadium, Acra                                     |                                                                |
|           | Ola 41' |                  | Garba 19' | Asistencia: 22,386 espectadores Árbitro(s): Tiedro Cy-Nahounou | Asistencia: 22,386 espectadores Árbitro(s): Tiedro Cy-Nahounou |

## Tercera ronda
| Equipo    | Pts | PJ | PG | PE | PP | GF | GC | Dif |
| --------- | --- | -- | -- | -- | -- | -- | -- | --- |
| Marruecos | 5   | 4  | 2  | 1  | 1  | 5  | 3  | 2   |
| Nigeria   | 4   | 4  | 1  | 2  | 1  | 8  | 7  | 1   |
| Sudán     | 3   | 4  | 0  | 3  | 1  | 5  | 8  | -3  |

| 13-9-1969 | Nigeria      | 2–2 | Sudán                                | Liberty Stadium, Ibadán                                     |                                                             |
|           | Okoye 7' 30' |     | Abbas 33' · Jadallah Kheirelseid 43' | Asistencia: 44,500 espectadores Árbitro(s): Ourabah Mohandi | Asistencia: 44,500 espectadores Árbitro(s): Ourabah Mohandi |

| 21-9-1969 | Marruecos                 | 2–1 | Nigeria   | Stade Mohammed V, Casablanca                              |                                                           |
|           | El Filali 50' · Faras 63' |     | Lawal 53' | Asistencia: 100,000 espectadores Árbitro(s): Roger Mâchin | Asistencia: 100,000 espectadores Árbitro(s): Roger Mâchin |

| 3-10-1969 | Sudán                            | 3–3 | Nigeria                          | Khartoum Stadium, Jartum                                     |                                                              |
|           | Abbas 33' · Koka 70' · Wahba 84' |     | Okoye 49' · Ineh 55' · Opone 72' | Asistencia: 26,502 espectadores Árbitro(s): Aurelio Angonese | Asistencia: 26,502 espectadores Árbitro(s): Aurelio Angonese |

| 10-10-1969 | Sudán | 0–0 | Marruecos | Khartoum Stadium, Jartum                               |  |
|            |       |     |           | Asistencia: 18,020 espectadores Árbitro(s): Ali Kandil |  |

| 26-10-1969 | Marruecos                     | 3–0 | Sudán | Stade Mohammed V, Casablanca                                      |                                                                   |
|            | El Filali 41' · Jarir 76' 86' |     |       | Asistencia: 150,000 espectadores Árbitro(s): Major George Lamptey | Asistencia: 150,000 espectadores Árbitro(s): Major George Lamptey |

| 8-11-1969 | Nigeria                      | 2–0 | Marruecos | Liberty Stadium, Ibadán                                     |                                                             |
|           | Lawal 67' (pen.) · Okoye 82' |     |           | Asistencia: 11,156 espectadores Árbitro(s): Seyoum Tarekegn | Asistencia: 11,156 espectadores Árbitro(s): Seyoum Tarekegn |

## Clasificado
| Bandera de Marruecos |
| Marruecos            |
| -------------------- |